# كين غودمان
كين غودمان (بالإنجليزية: Ken Goodman)‏ هو أكاديمي أمريكي، ولد في 23 ديسمبر 1927.